# Јабука и Лук
Јабука и Лук (енгл. Apple & Onion) је америчко-британска анимирана телевизијска серија творца Џорџа Џендија за Cartoon Network. Серија се фокусира на главне ликове Јабуку и Лук у насељу насељеном антропоморфном храном. Серија се емитује у Србији на HBO Go-у, синхронизована на српски. Синхронизацију је радио студио Sinker Media.

## Улоге
| Улога  | Оригинални глас | Српски глас                                   |
| ------ | --------------- | --------------------------------------------- |
| Јабука | Џорџ Џенди      | Марко Марковић Марко Мрђеновић (неке епизоде) |
| Лук    | Ричард Ајоади   | Милан Антонић                                 |